# Poonamallee
Poonamallee (Tamil: பூந்தமல்லி Pūntamalli [ˈpuːn̪d̪əmalːi]) ist eine Stadt im Vorortgebiet von Chennai (Madras), der Hauptstadt des indischen Bundesstaates Tamil Nadu. Die Einwohnerzahl beträgt rund 57.000 (Volkszählung 2011).
Poonamallee liegt rund 20 Kilometer westlich des Stadtzentrums von Chennai im Distrikt Tiruvallur und ist Teil der Metropolregion Chennai. Die Stadt ist Hauptort des Taluks Poonamallee. Die Stadtgemeinde Poonamallee umfasst eine Fläche von 25,55 Quadratkilometern.
Auf dem Straßenweg ist Poonamallee von Chennai aus gut zu erreichen: Die Hauptausfallstraße Chennais nach Westen, die E. V. R. Periyar Salai (ehemals Poonamallee High Road) führt in Richtung Poonamallee. Die nationale Fernstraße NH 4 von Chennai über Bengaluru nach Mumbai folgt dem Verlauf der Ausfallstraße. Das Stadtzentrum Poonamallees wird durch eine Umgehungsstraße umfahren. Mit den südlichen Bereichen Chennais ist Poonamallee über die Mount-Poonamallee-Road verbunden. Der nächste Bahnhof befindet sich in Avadi neun Kilometer nördlich.
76 Prozent der Einwohner Poonamallees sind Hindus, 13 Prozent sind Muslime und 9 Prozent Christen. Die Hauptsprache ist, wie in ganz Tamil Nadu, das Tamil, das von 81 Prozent der Bevölkerung als Muttersprache gesprochen wird. 8 Prozent sprechen Telugu, 7 Prozent Urdu, 2 Prozent Malayalam und 1 Prozent Hindi.